# Свазиленд на Светском првенству у атлетици на отвореном 2015.
Свазиленд је учествовао Светском првенству у атлетици на отвореном 2015.  одржаном у Пекингу од 22. до 30. августа петнаести пут, односно учествовао је на свим првенствима до данас. Репрезентацију Свазиленда представљао је један атлетичар који се такмичио у трци на 200 метара.,
На овом првенству Свазиленд није освојио ниједну медаљу. Није било нових националних ни личних рекорда, осим што је такмичар остварио свој најбољи резултат сезоне.

## Резултати

### Мушкарци
| Атлетичарка        | Дисциплина | Лични рекорд | Квалификације | Квалификације | Полуфинале           | Полуфинале           | Финале               | Финале       | Детаљи |
| Атлетичарка        | Дисциплина | Лични рекорд | Резултат      | Место         | Резултат             | Место                | Резултат             | Место        | Детаљи |
| ------------------ | ---------- | ------------ | ------------- | ------------- | -------------------- | -------------------- | -------------------- | ------------ | ------ |
| Сибусисо Матсенџва | 200 м      | 20,67 НР     | 20,78 ЛРС     | 7. у гр. 5    | Није се квалификовао | Није се квалификовао | Није се квалификовао | 41 / 54 (60) |        |